# كهماء
كهماء (الاسم العلمي: Alaus)، جنس حشرات خنفسية من غمديات الأجنحة وفصيلة السالوليات. ويرقاتها مفترسة على عكس العديد من الخنافس.

## الأنواع
- Alaus lacteus Candeze, 1857
- Alaus oculatus (Linnaeus, 1758) - خنفساء الطقطقة اليقظة
- Alaus pantherinus Candèze, 1881
- Alaus patricius Candeze, 1857
- Alaus plebejus Candèze, 1874
- Alaus speciosus
- Alaus zunianus
- Alaus lusciosus
- Alaus myops
- Alaus melanops